# Armenië op de Olympische Zomerspelen 2008
Armenië nam deel aan de Olympische Zomerspelen 2008 in Peking, China. Armenië debuteerde op de Zomerspelen in 1996 en deed in 2008 voor de vierde keer mee. Bij de vorige Spelen werden er geen medailles gewonnen. Tijdens deze Spelen waren dit zes bronzen medailles, waarvan in later stadium een in zilver werd omgezet en een ontnomen.

## Medailleoverzicht
| Sport         | Olympiër                  | Discipline                     | Medaille |
| ------------- | ------------------------- | ------------------------------ | -------- |
| Gewichtheffen | Tigran Varban Martirosyan | tot 85 kg (m)                  | *        |
| Boksen        | Hrachik Javakhyan         | lichtgewicht (tot 60 kg) (m)   | Brons    |
| Gewichtheffen | Gevorg Davytan            | tot 77 kg (m)                  | Brons    |
| Worstelen     | Roman Amoyan              | grieks-romeins, tot 55 kg (m)  | Brons    |
| Worstelen     | Yuri Patrikejev           | grieks-romeins, tot 120 kg (m) | Brons    |

* Op 26 oktober 2016 werd de bronzenplak van Tigran Varban Martirosyan omgezet naar zilver, eerder werd op 31 augustus 2016 de bronzenplak van Tigran Gevorg Martirosyan hem ontnomen.

## Deelnemers en resultaten
(m) = mannen, (v) = vrouwen 

### Atletiek
| Olympiër          | Discipline      | Resultaat | Prestatie                            |
| ----------------- | --------------- | --------- | ------------------------------------ |
| Armen Martirosyan | speerwerpen (m) | 37e       | kwalificatie groep A: 19e met 64,47m |
|                   |                 |           |                                      |
| Ani Khachikyan    | 100m (v)        | 68e       | serie 1: 6e in 12,76                 |

### Boksen
| Olympiër             | Discipline | Resultaat | Prestatie |
| -------------------- | ---------- | --------- | --- |
| Hovhannes Danielyan  | -48kg (m)  | 9e        | 1e ronde: W van CMR Essomba: 9-3 2e ronde: V van KAZ Zhakypov: 7-13                                                                |
| Hrachik Javakhyan    | -60kg (m)  | Brons     | 1e ronde: vrij 2e ronde: W van NGR Lawal: 12-0 kwartfinale: W van KOR Jong-sub: walk-over halve finale: V van RUS Tishchenko: 5-10 |
| Eduard Hambardzumyan | -64kg (m)  | 17e       | 1e ronde: V van DOM Díaz: 4-11 |
| Andranik Hakobyan    | -75kg (m)  | 9e        | 1e ronde: W van GHA Saraku: 14-8 2e ronde: V van UZB Rasulov: 3-7                                                                  |

### Gewichtheffen
| Olympiër                  | Discipline | Resultaat | Prestatie                                                 |
| ------------------------- | ---------- | --------- | --------------------------------------------------------- |
| Tigran Gevorg Martirosyan | -69kg (m)  | DSQ*      | trekken: 3e met 153kg stoten: 3e met 185kg totaal: 338kg  |
| Gevorg Davtyan            | -77kg (m)  | Brons     | trekken: 2e met 165kg stoten: 5e met 195kg totaal: 360kg  |
| Ara Khachatryan           | -77kg (m)  | 7e        | trekken: 4e met 162kg stoten: 10e met 191kg totaal: 353kg |
| Edgar Gevorgyan           | -85kg (m)  | DNF       | trekken: 5e met 176kg stoten: niet gefinisht              |
| Tigran Vardan Martirosyan | -85kg (m)  | Zilver    | trekken: 4e met 177kg stoten: 3e met 203kg totaal: 380kg  |
|                           |            |           |                                                           |
| Tigran Gevorg Martirosyan | -75kg (v)  | 11e       | trekken: 7e met 105kg stoten: 10e met 130kg totaal: 235kg |

- Bronzen medaille afgenomen na betrapt op doping

### Judo
| Olympiër          | Discipline | Resultaat | Prestatie                                                                               |
| ----------------- | ---------- | --------- | --------------------------------------------------------------------------------------- |
| Hovhannes Davtyan | -60kg (m)  | 17e       | voorronde: vrij 1e ronde: W van CUB Piker: waza-ari 2e ronde: V van PRK Kyong-jin: yuko |
| Armen Nazarjan    | -66kg (m)  | 21e       | voorronde: vrij 1e ronde: V van EGY El Hady: koka                                       |

### Schietsport
| Olympiër          | Discipline           | Resultaat | Prestatie                                            |
| ----------------- | -------------------- | --------- | ---------------------------------------------------- |
| Norayr Bakhtamyan | 50m pistool (m)      | 15e       | kwalificatie: 15e met 555 punten (93-91-92-93-93-93) |
| Norayr Bakhtamyan | 10m luchtpistool (m) | 12e       | kwalificatie: 12e met 580 punten (97-98-97-97-95-96) |

### Worstelen
| Olympiër           | Discipline  | Resultaat   | Prestatie |
| Vrije stijl        | Vrije stijl | Vrije stijl | Vrije stijl |
| ------------------ | ----------- | ----------- | --- |
| Martin Berberyan   | -60kg (m)   | 17e         | kwalificatie: V van CAN Azarbayjani: 0-3 |
| Suren Markosyan    | -66kg (m)   | 18e         | kwalificatie: V van RUS Farniev: 1-3 |
| Harutyun Yenokyan  | -84kg (m)   | 18e         | kwalificatie: vrij 1e ronde: W van TUN Rhimi: 3-1 2e ronde: V van GEO Mindorashili: 0-3 herkansingen: V van GER Bichinashvili: 1-3                                         |
| Grieks-Romeins     |             |             | |
| Roman Amoyan       | -55kg (m)   | Brons       | kwalificatie: vrij 1e ronde: W van KAZ Imanbayev: 3-1 kwartfinale: W van GEO Gogitadze: 3-1 halve finale: V van AZE Bayramov: 1-3 bronzen finale: W van CUB Hernández: 3-1 |
| Karen Mnatsakanyan | -60kg (m)   | 17e         | kwalificatie: V van JPN Sasamoto: 1-3 |
| Arman Adikyan      | -66kg (m)   | 14e         | kwalificatie: V van HUN Lőrincz: 1-3 |
| Arsen Julfalakyan  | -74kg (m)   | 10e         | kwalificatie: W van UKR Shatskych: 3-1 1e ronde: V van HUN Bácsi: 1-3 |
| Denis Forov        | -84kg (m)   | 7e          | kwalificatie: W van JPN Matsumoto: 3-1 1e ronde: W van USA Vering: 3-1 kwartfinale: V van SWE Abrahamian: 1-3                                                              |
| Yury Patrikeyev    | -120kg (m)  | Brons       | kwalificatie: vrij 1e ronde: W van EGY Sakr: 3-1 kwartfinale: V van CUB López: 1-3 herkansingen: W van BLR Artyukhin: 3-1 bronzen finale: W van SWE Sjöberg: 3-1           |

### Zwemmen
| Olympiër       | Discipline          | Resultaat | Prestatie            |
| -------------- | ------------------- | --------- | -------------------- |
| Mikael Koloyan | 100m vrije slag (m) | 56e       | serie 2: 2e in 51,89 |

Afghanistan · Albanië · Algerije · Amerikaanse Maagdeneilanden · Amerikaans-Samoa · Andorra · Angola · Antigua en Barbuda · Argentinië · Armenië · Aruba · Australië · Azerbeidzjan · Bahama's · Bahrein · Bangladesh · Barbados · België · Belize · Benin · Bermuda · Bhutan · Bolivia · Bosnië en Herzegovina · Botswana · Brazilië · Britse Maagdeneilanden · Bulgarije · Burkina Faso · Burundi · Cambodja · Canada · Centraal-Afrikaanse Republiek · Chili · China · Chinees Taipei · Colombia · Comoren · Congo-Brazzaville · Congo-Kinshasa · Cookeilanden · Costa Rica · Cuba · Cyprus · Denemarken · Djibouti · Dominica · Dominicaanse Republiek · Duitsland · Ecuador · Egypte · El Salvador · Equatoriaal-Guinea · Eritrea · Estland · Ethiopië · Fiji · Filipijnen · Finland · Frankrijk · Gabon · Gambia · Georgië · Ghana · Grenada · Griekenland · Groot-Brittannië · Guam · Guatemala · Guinee · Guinee‑Bissau · Guyana · Haïti · Honduras · Hongarije · Hongkong · Ierland · IJsland · India · Indonesië · Irak · Iran · Israël · Italië · Ivoorkust · Jamaica · Japan · Jemen · Jordanië · Kaaimaneilanden · Kaapverdië · Kameroen · Kazachstan · Kenia · Kirgizië · Kiribati · Koeweit · Kroatië · Laos · Lesotho · Letland · Libanon · Liberia · Libië · Liechtenstein · Litouwen · Luxemburg · Macedonië · Madagaskar · Malawi · Malediven · Maleisië · Mali · Malta · Marshalleilanden · Marokko · Mauritanië · Mauritius · Mexico · Micronesië · Moldavië · Monaco · Mongolië · Montenegro · Mozambique · Myanmar · Namibië · Nauru · Nederland · Nederlandse Antillen · Nepal · Nicaragua · Nieuw-Zeeland · Niger · Nigeria · Noord-Korea · Noorwegen · Oeganda · Oekraïne · Oezbekistan · Oman · Oostenrijk · Oost‑Timor · Pakistan · Palau · Palestina · Panama · Papoea-Nieuw-Guinea · Paraguay · Peru · Polen · Portugal · Puerto Rico · Qatar · Roemenië · Rusland · Rwanda · Saint Kitts en Nevis · Saint Lucia · Saint Vincent en Grenadines · Salomonseilanden · Samoa · San Marino · Sao Tomé en Principe · Saoedi-Arabië · Senegal · Servië · Seychellen · Sierra Leone · Singapore · Slovenië · Slowakije · Soedan · Somalië · Spanje · Sri Lanka · Suriname · Swaziland · Syrië · Tadzjikistan · Tanzania · Thailand · Togo · Tonga · Trinidad en Tobago · Tsjaad · Tsjechië · Tunesië · Turkije · Turkmenistan · Tuvalu · Uruguay · Vanuatu · Venezuela · Verenigde Arabische Emiraten · Verenigde Staten · Vietnam · Wit-Rusland · Zambia · Zimbabwe · Zuid-Afrika · Zuid-Korea · Zweden · Zwitserland
Uitgesloten van deelname: Brunei